# Organismo Regulador del Sistema Nacional de Aeropuertos
El Organismo Regulador del Sistema Nacional de Aeropuertos (ORSNA) es una organización descentralizada del estado argentino, que trabaja para promover el desarrollo aeroportuario de la Argentina. Fue creado en 1997 por medio del Decreto N.º 375/97.

## Misión
Impulsar el desarrollo de los aeropuertos integrantes del Sistema Nacional de Aeropuertos (SNA) de la Argentina, con infraestructura y servicios de calidad para todos los pasajeros y usuarios.

## Funciones
Las funciones del organismo, definidas en el texto del Decreto 161/2019 fueron precisadas por la Decisión Administrativa 702/2004 de la Jefatura de Gabinete de Ministros, son:
- Fiscalizar y ejecutar infraestructura aeroportuaria
- Regular los servicios y las actividades comerciales e industriales
- Supervisar  y regular a los concesionarios y administradores aeroportuarios
- Velar por una operación aeroportuaria segura y eficiente
- Promover la integración de diferentes áreas y territorios nacionales

## Autoridades
La máxima autoridad es su Directorio, integrado por tres miembros: Presidente, Vicepresidente y Primer Vocal.
- Presidente: Hernán de Arzuaga Pinto
- Vicepresidente: Adolfo Alberto Saglio Zamudio
- Primer Vocal: Paolo Marino

## Financiamiento
El ORSNA se financia con fondos del Tesoro que surgen del Presupuesto Anual de la Administración aprobado cada año por el Congreso de la Nación Argentina.
Además, el ORSNA junto con el Ministerio de Transporte, administra los fondos de los Fideicomisos de Fortalecimiento del Sistema Nacional de Aeropuertos que se fondean con la Afectación Específica de Ingresos que el Concesionario del Grupo A de Aeropuertos aporta tal lo establecido en el Acta Acuerdo. 
De esta manera, el Concesionario del Grupo “A” de Aeropuertos deposita mensualmente el 15% de los ingresos de la concesión los cuales son utilizados a los fines del desarrollo de las capacidades de infraestructura necesarias para el sostenimiento y la expansión de los aeropuertos.
Se destaca que con los aportes a este Fideicomiso se financian obras y equipos en todo el ámbito del Sistema Nacional de Aeropuertos.

## Obras en aeropuertos
El OSRNA desarrolla un plan de mejora de infraestructura y servicios de aeropuertos que incluye la renovación integral de terminales de pasajeros, torres de control, estacionamientos vehiculares, pistas de aterrizajes, plataformas comerciales, calles de rodaje y sistemas de luces y balizamientos, entre otros.
Apuntando a mejorar la calidad en la experiencia de todos los pasajeros y usuarios, el OSRNA trabaja para incorporar nueva tecnología, sumando máquinas de check-in, incorporando nuevas lectoras electrónicas de pases de a bordo y máquinas para realizar el trámite de Migraciones de forma autónoma): Buscando reducir los tiempos de espera y aumentar la eficiencia en todos los subsistemas aeroportuarios. Asimismo,  el OSRNA está desarrollando un nuevo concepto de salas de espera, con asientos más cómodos, mejor iluminación, mesas de trabajo, más enchufes y estaciones de carga para dispositivos electrónicos. También apunta a ofrecer un mejor servicio de Internet Wi-Fi libre y gratuito y a brindar una mejor oferta comercial y gastronómica, con precios más accesibles para todos.
El trabajo que lleva adelante el OSRNA se enmarcan dentro del plan está llevando adelante el Gobierno Nacional, que incluye la modernización de la infraestructura con grandes obras en 19 aeropuertos del país, la incorporación de nueva tecnología de navegación aérea, nuevo equipamiento para la operación logística y otras obras complementarias para mejorar la aviación civil. En total, se invertirán $22.000 millones de pesos hasta 2019 para todo el sector aéreo.

## Superintendencia del funcionamiento de los aeropuertos
Desde 2001 se encuentra vigente el Reglamento General de Uso y Funcionamiento de Aeropuertos del Sistema Nacional de Aeropuertos (REGUFA).
Esta norma puesta en vigencia por la Resolución ORSNA N° 96/01 de fecha 31 de julio de 2001 reemplaza al anterior "Manual de Funcionamiento de los Aeropuertos del Sistema Nacional de Aeropuertos" que estaba vigente desde 1998.
El Reglamento recepta las normas de la Convención de Aviación Civil Internacional de Chicago de 1944 y sus Anexos Técnicos, del Código Aeronáutico Argentino establecido por la Ley 17.285 y la demás legislación relacionada (Ley 19.030, Ley 13.041 y demás normas complementarias).
El objetivo del Reglamento es unificar en un cuerpo normativo los principios, garantías y derechos reconocidos por las leyes vigentes y permitir una administración, operación y conservación del Sistema Nacional de Aeropuertos.

### Aeropuertos bajo su superintendencia
2
Ciudad Autónoma de Buenos Aires
- Aeroparque Jorge Newbery

Provincia de Buenos Aires
- Aeropuerto Internacional Ministro Pistarini (Ezeiza)
- Aeropuerto Internacional El Palomar (Morón)
- Aeropuerto Internacional Astor Piazzolla (Mar del Plata)
- Aeropuerto Internacional de San Fernando (San Fernando)
- Aeropuerto Comandante Espora (Bahía Blanca)
- Aeropuerto de Junín (Junín)
- Aeropuerto de La Plata (La Plata)
- Aeropuerto de Santa Teresita (Santa Teresita)
- Aeropuerto de Tandil (Tandil)
- Aeropuerto de Villa Gesell (Villa Gesell)
- Aeropuerto Edgardo Hugo Yelpo (Necochea)

Provincia de Catamarca
- Aeropuerto Coronel Felipe Varela (San Fernando del Valle de Catamarca)

Provincia de Chaco
- Aeropuerto Internacional de Resistencia (Resistencia)

Provincia de Chubut
- Aeropuerto Internacional General Enrique Mosconi (Comodoro Rivadavia)
- Aeropuerto Brigadier General Antonio Parodi (Esquel)
- Aeropuerto El Tehuelche (Puerto Madryn)
- Aeropuerto Almirante Marcos A. Zar (Trelew)

Provincia de Córdoba
- Aeropuerto Internacional Ingeniero Ambrosio Taravella (Córdoba)
- Aeropuerto de Río Cuarto (Río Cuarto)

Provincia de Entre Ríos
- Aeropuerto General Justo José de Urquiza (Paraná)
- Aeropuerto Comodoro Pierrestegui (Concordia)

Provincia de Formosa
- Aeropuerto Internacional de Formosa (Formosa)

Provincia de Jujuy
- Aeropuerto Internacional Gobernador Horacio Guzmán (San Salvador de Jujuy)

Provincia de La Pampa
- Aeropuerto de General Pico (General Pico)
- Aeropuerto de Santa Rosa (Santa Rosa)

Provincia de La Rioja
- Aeropuerto Capitán Vicente Almandos Amonacide (La Rioja)

Provincia de Mendoza
- Aeropuerto Internacional Comodoro Ricardo Salomón (Malargüe)
- Aeropuerto Internacional Gobernador Francisco Gabrielli (Mendoza)
- Aeropuerto Internacional Suboficial Ayudante Santiago Germano (San Rafael)

Provincia de Misiones
- Aeropuerto Internacional de Puerto Iguazú (Puerto Iguazú)
- Aeropuerto Internacional Libertador General José de San Martín (Posadas)

Provincia de Neuquén
- Aeropuerto Internacional Presidente Perón (Neuquén)
- Aeropuerto Chapelco (San Martín de los Andes)

Provincia de Río Negro
- Aeropuerto Internacional Teniente Luis Candelaria (San Carlos de Bariloche)
- Aeropuerto Gobernador Edgardo Castello (Viedma)

Provincia de Salta
- Aeropuerto Internacional Martín Miguel de Güemes (Salta)

Provincia de San Juan
- Aeropuerto Domingo Faustino Sarmiento (San Juan)

Provincia de San Luis
- Aeropuerto Brigadier Mayor César Raúl Ojeda (San Luis)
- Aeropuerto de Villa Reynolds (Villa Reynolds)

Provincia de Santa Cruz
- Aeropuerto Internacional Piloto Civil Norberto Fernández (Río Gallegos)

Provincia de Santa Fe
- Aeropuerto Internacional Islas Malvinas (Rosario)
- Aeropuerto de Sauce Viejo (Santa Fe)
- Aeropuerto Daniel Jurkic (Reconquista)

Provincia de Santiago del Estero
- Aeropuerto Vicecomodoro Ángel de la Paz Aragonés (Santiago del Estero)
- Aeropuerto Internacional Termas de Río Hondo (Santiago del Estero)

Provincia de Tierra del Fuego, Antártida e Islas del Atlántico Sur
- Aeropuerto Internacional Malvinas Argentinas (Ushuaia)
- Aeropuerto Internacional Gob. Ramón Trejo Noel (Río Grande)

Provincia de Tucumán
- Aeropuerto Internacional Teniente Benjamín Matienzo (San Miguel de Tucumán)

### Cuadro tarifario
Las tasas que cobra el Concesionario AA2000 (Aeropuertos Argentina 2000 S.A.) y que son reguladas por el ORSNA son:
Tasas cabotaje
- Tasa Estacionamiento de aeronaves y Tasa de Aterrizaje: Las mismas se cobran a las aeronaves de acuerdo al peso de cada aeronave y el tipo de aeropuerto de que se trate.

Tasas internacionales
- T.U.A. Regional: USD 25.16 (para vuelos con una distancia menor a 300 km con destino a ciudades de países limítrofes).

Se excluyen de su abono los infantes y pasajeros en tránsito, así como los pasajeros en transferencia cuando se encuadre dentro de lo dispuesto por la Resolución ORSNA N° 73/15.
Exenciones vigentes: Se consideran infantes, para su exclusión en la aplicación de la Tasa de Uso de Aerostación a los menores que no hubieren cumplido los 3 años de edad para el caso de ser pasajeros en vuelos de cabotaje y a los menores que no hubieren cumplido los dos 2 años de edad para el caso de ser pasajeros en vuelos internacionales. Exenciones Menores de 2 años, pasajeros en tránsito y diplomáticos debidamente acreditados (Según Resolución ORSNA Nº11/2007)

## Controversia
En 2019 el organismo fue allanado por la justicia tras la tragedia del Aeropuerto de Ezeiza que terminó con un trabajador muerto y decenas de heridos de gravedad. En la causa por homicidio doloso se buscaba dar con los responsables políticos de la misma. En octubre se 2019 fue imputado el presidente de Orsna y legislador del PRO Patricio Di Stefano junto al ministro Guillermo Dietrich. 
Di Stefano acumulaba varias causas judiciales desde su llegada a la presidencia de ORSNA, entre ellas la habilitación  irregular de la Base Militar de El Palomar cómo aeropuerto para favorecer a Flybondi aerolínea  pantalla del ministro Mario Quintana.